# 盧載沅
盧載沅（韓語：노재원，1993年10月13日—），另譯作盧在元、盧載元，韓國男演員。

## 演出作品

### 電視劇
- 2022年：kakaoTV《偶然的田園日記》飾演 尹根暮[2]
- 2023年：Netflix《D.P：逃兵追緝令2》飾演 崔賢道[3]
- 2023年：Netflix《精神病房也會迎來清晨》飾演 金書元[4]
- 2024年：Netflix《殺人者的難堪》飾演 河尚敏
- 2024年：Disney+《逆貧大叔》飾演 韓秀[5]
- 2024年：MBC《如此亲密的背叛者》饰演 具大洪
- 2024年：Netflix《魷魚遊戲2》飾演 南奎[6]
- 2025年：Disney+《血謎拼圖》飾演 黃仁燦
- 2025年：Netflix《魷魚遊戲3》飾演 南奎
- 2026年：Netflix《殭屍校園2》飾演 韓度碩

### 電影
- 2020年：短片《駕駛班》（드라이빙 스쿨）
- 2021年：短片《寒雨》（한비）飾演 漢聲
- 2021年：短片《Stay Safe》（스테이세이프）
- 2021年：短片《你的座位在哪裡？》（당신의 좌석은 어디인가요?）飾演 勝宇
- 2021年：短片《遲來的散步》（늦은 산책）飾演 恩宙
- 2022年：《尹詩內失蹤了》飾演 鄭俊玉[7]
- 2022年：《共感頻率》飾演 周根泰
- 2022年：短片《別人的生活》（타인의 삶）
- 2022年：短片《爸爸是外星人》（아빠는 외계인）飾演 隕石
- 2024年：《世紀末的愛情》飾演 道英

### 話劇
- 2021年：《海螺星故事》（소라별 이야기）
- 2022年：《我去找你，虽然会下雨》（만나러 갈게, 비는 오지만）

## 獎項
| 年份   | 頒獎典禮             | 獎項                    | 入圍者                   | 結果 | 參考  |
| ------ | -------------------- | ----------------------- | ------------------------ | ---- | ----- |
| 2021年 | 第47屆首爾獨立電影節 | 演員計畫 60秒獨白節     |                          | 獲獎 | [ 8 ] |
| 2023年 | 第59屆百想藝術大獎   | 男子新人演技賞          | 《尹詩內失蹤了》         | 提名 |       |
| 2024年 | 第22届导演选择奖     | 剧集部门 最佳新男演员   | 《精神病房也會迎來清晨》 | 提名 |       |
| 2024年 | 第3屆青龍系列大獎    | 電視劇部門 新人男演員獎 | 《精神病房也會迎來清晨》 | 提名 |       |
| 2024年 | 第33屆釜日電影獎     | 最佳新人男演員          | 《世紀末的愛情》         | 提名 |       |
| 2025年 | 第61屆百想藝術大獎   | 放送部門 男子配角獎     | 《魷魚遊戲2》            | 提名 | [ 9 ] |

## 外部連結
- 盧載沅的Instagram帳戶